# ピリオド (HEROの曲)
「「ピリオド」」は、日本のヴィジュアル系ロックバンドHEROのインディーズ7枚目のシングル。2010年9月1日にSTAR FIELDから発売された。

## 概要
- 初回限定盤と通常盤の2形態でのリリース。
- 予約が殺到し、店舗発売を遅らせる事態になった。

## 収録内容

### 初回限定盤
CD
1. 「ピリオド」 
(作詞：JIN / 作曲：HERO)
2. Paradox 
(作詞：JIN / 作曲：HERO)

DVD
1. 「ピリオド」 (MUSIC CLIP)

### 通常盤
CD
1. 「ピリオド」
2. Paradox
3. 伝えたかった音